# Caaporã (ort)
Caaporã är en ort i Brasilien.   Den ligger i kommunen Caaporã och delstaten Paraíba, i den östra delen av landet, 1 700 km nordost om huvudstaden Brasília. Caaporã ligger 32 meter över havet och antalet invånare är 13 769.
Terrängen runt Caaporã är platt. Närmaste större samhälle är Goiana, 11,5 km väster om Caaporã.
Omgivningarna runt Caaporã är en mosaik av jordbruksmark och naturlig växtlighet. Runt Caaporã är det ganska tätbefolkat, med 108 invånare per kvadratkilometer.